# Divisor de haz

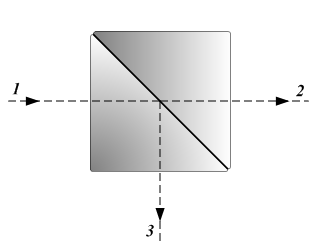
Representación esquemática de un divisor de haz.
1 - Luz incidente
2 - 50% es luz transmitida
3 - 50% es luz reflejada

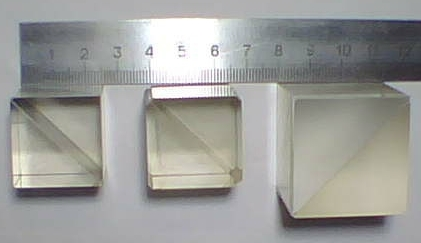
Beamsplitters

Un divisor de haz (o beam splitter en inglés) es un instrumento óptico que divide un rayo de luz en dos. Es una parte fundamental de la mayoría de los interferómetros.
En su forma más común, un cubo, está compuesto por dos prismas de vidrio triangulares que están pegados por la base usando bálsamo de Canadá. El grosor de la capa de resina es ajustado para que —a una cierta longitud de onda— la mitad de la luz incidente en una "puerta" (es decir, una cara del cubo) sea reflejada y la otra mitad sea transmitida. Los  beam splitter polarizadores, tales como el prisma de Wollaston, usan materiales birrefringentes, dividiendo la luz en rayos de diferente polarización. 
Otro diseño es mediante el uso de espejos semitransparentes. Consiste en una lámina de vidrio con un delgado revestimiento de aluminio (normalmente depositado mediante vapor de aluminio) con un grosor tal que, para un rayo de luz que incida con un ángulo de 45 º, la mitad es transmitida y la otra mitad es reflejada. En lugar de un revestimiento metálico, también puede usarse un revestimiento óptico dieléctrico. Estos espejos se usan normalmente como acopladores de salida en la construcción de un láser. 
Una tercera versión del divisor de haz es mediante el ensamblado de prismas dicróicos, que usa revestimientos ópticos dicróicos para dividir la luz entrante en tres rayos: rojo, verde y azul. Este dispositivo se usa en cámaras de televisión multitubo en color y en las Technicolor de tres películas. También se usa en los proyectores de tres LCD para separar los colores y en los focos reflectores elipsoidales para eliminar la radiación de calor. 
Los divisores de haces también se usan en estereoscopía para hacer fotos estéreo utilizando un solo disparo con una cámara no estéreo. El dispositivo se coloca en lugar del objetivo de la cámara. Algunos opinan que "divisor de imagen" es un nombre más apropiado para este dispositivo. Los divisores con una fibra de modo único para redes PON usan el comportamiento de modo único para dividir el rayo. El divisor se fabrica físicamente empalmando dos fibras en forma de X.
- Datos: Q947542
- Multimedia: Beam splitters / Q947542